# EIA-422
EIA-422（过去称为RS-422）是一系列的规定采用4线，全双工，差分传输，多点通信的数据传输协议。它采用平衡传输采用单向／非可逆，有使能端或没有使能端的传输线。和RS-485不同的是EIA-422不允许出现多个发送端而只能有多个接受端。硬體構成上EIA-422 (RS-422)相當於兩組EIA-485（RS-485），即兩個半雙工的EIA-485（RS-485）構成一個全雙工的EIA-422（RS-422）。
这个标准的一些关键优点包括RS-423定义的多重接受端，当电缆线的长度为12米（40英尺）时传输速率可以达到10Mb/s，以及工業環境的長距離數據傳輸。
接口的机械特性由EIA-530或EIA-449规定，然而设备仅有在发送方和接受方成对出现时才存在。电缆的最高传输速率为10 Mbit/s（長度1.2米時）或100 kbit/s（長度1200米時）。EIA-422不能实现象EIA-485那样的真正的多点通信，尽管只有一个发送端就可以连接10个接受端。
EIA-422的通常用途是作为RS-232的扩展。有一種和RS-232兼容、使用mini-DIN-8端子的变种EIA-422曾廣泛的使用在蘋果電腦的硬體上，不過後來已經被USB所取代。目前EIA-422 (RS-422）與 EIA-485 (RS-485)的應用主要集中在工業控制環境，特別是長距離數據傳輸，如連接遠端周邊控制器或感測器。
本條目部分或全部内容出自以GFDL授權發佈的《自由線上電腦詞典》（FOLDOC）。